# Одиничний квадрат

Одиничний квадрат у дійсній площині

У математиці одиничний квадрат — це квадрат, сторони якого мають довжину 1. Часто, під одиничним квадратом мають на увазі квадрат у декартовій площині, вершини якого розташовані у чотирьох точках (0, 0), (1, 0), (0, 1) та (1, 1).

## Декартові координати
У декартовій системі координат з координатами (x, y) одиничний квадрат визначається як квадрат, що складається з точок, де x і y лежать у замкнутому одиничному інтервалі від 0 до 1.
Тобто, одиничний квадрат є декартовим добутком I × I, де I позначає замкнутий одиничний інтервал.

## Комплексні координати
Одиничний квадрат також можна розглядати як підмножину комплексної площини топологічного простору, утвореного комплексними числами. У цьому поданні чотири вершини одиничного квадрата знаходяться у чотирьох комплексних числах 0, 1, i та 1 + i .

## Проблема раціональної відстані
Невідомо, чи існує на площині точка з раціональними відстаннями від усіх чотирьох вершин одиничного квадрата.